# ReStructuredText
El proyecto 'ReStructured Text es un lenguaje de marcas ligero creado para escribir textos con formato definido de manera cómoda y rápida. Es parte del proyecto Docutils dentro de la comunidad de Python, y es formalizado por el grupo Python Doc-SIG (Documentation Special Interest Group). Tiene la principal ventaja de que ese texto puede usarse para generar documentos equivalentes en HTML, LaTeX, docbook, etc. Es una evolución de Structured Text.
A menudo, el término Restructured Text es abreviada a ReST o reST, causando confusión con el término REST (Representational State Transfer), un tipo de interfaz a través de protocolo HTTP que no tiene relación con el formato que nos ocupa en este artículo.

## Ejemplos de sintaxis
Lo que sigue no es un listado exhaustivo de la sintaxis de reST. Véase una referencia más completa de la referencia rápida de rst para obtener más información. 
Encabezamientos:
```
Encabezamiento de sección

=========================

Encabezamiento de subsección
-----------------------------
```

Listas:
```
- Un elemento en una lista no ordenada

- Otro elemento en una lista

  - Un sub-elemento

- Tercer elemento
```

```
1) Un elemento de una lista numerada

2) Segundo elemento

   a) Sub-elemento

      i) Sub-sub-elemento

3) Tercer elemento
```

```
# Otro elemento de una lista enumerada

# Segundo elemento
```

Enlaces nombrados:
```
Una oración que enlaza a Wikipedia_ y al `Linux kernel archive`_.

.. _Wikipedia: 
http://www.wikipedia.org/

.. _Linux kernel archive: 
http://www.kernel.org/
```

Enlaces anónimos:
```
Otra oración con un `enlace anónimo al sitio de Python`__.

__ 
http://www.python.org/
```

Enlaces embebidos:
```
`Python <
http://www.python.org/
>`_
 
(
enlace roto
 disponible en 
Internet Archive
; véase el 
historial
, la 
primera versión
 y la 
última
).
.
```

Nótese que los enlaces encierran textos con el acento grave (`), y no apóstrofo ('). Si su teclado no tiene la tecla de acento grave; en Microsoft Windows puede digitar el número en el teclado numérico con la combinación Alt+96, en GNU/Linux utilice MAYÚS+CTRL+U y a continuación teclee 6,0 y ESPACIO.
Imágenes:
```
 .. image:: images/ball1.gif
```